# اكمة عبدة (جبلة)
اكمة عبدة

تعديل مصدري - تعديل

اكمة عبدة هي إحدى قرى عزلة الأصابح بمديرية جبلة التابعة لمحافظة إب، بلغ تعداد سكانها 227 نسمة حسب تعداد اليمن لعام 2004.